# 玉山糯米樹
玉山糯米樹（学名：Viburnum integrifolium），又名「玉山荚蒾」，中國大陸稱「全叶荚蒾」，是五福花科荚蒾属的植物，是台灣的特有植物。分布於台灣本島，生长于海拔1,600米至2,000米的地区，常生长在山地。

## 扩展阅读
- 維基物種上的相關：全叶荚蒾